# Juventud Socialista de Chile
La Juventud Socialista de Chile (JS) es la organización y ala juvenil de los militantes, simpatizantes y adherentes del Partido Socialista de Chile (PS) que cuenten entre 14 y 30 años de edad. Fue fundada el 4 de noviembre de 1935 —dos años después del nacimiento del Partido— bajo el nombre de Federación de la Juventud Socialista (FJS). 
Actualmente, la JS cuenta con alrededor de 8500 afiliados, de acuerdo a sus últimas elecciones internas.

## Reseña histórica

### Fundación de la Federación Juvenil Socialista

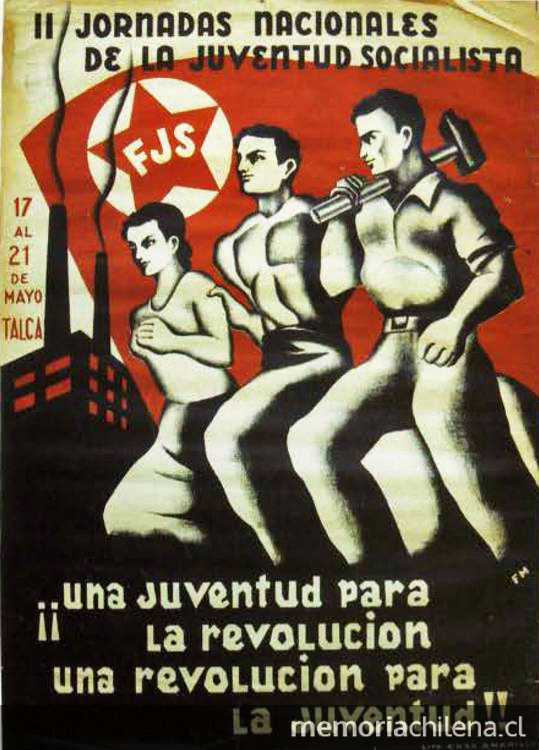
II Jornadas Nacionales de la Federación Juvenil Socialista (FJS), 1936.

El 4 de noviembre de 1935, dos años después de la fundación del Partido Socialista de Chile, nace la que sería la Juventud Socialista de Chile, más conocida como JS. En aquellos días, el PS mantenía grupos de apoyo organizados como brigada del partido, cuya misión era fortalecer el trabajo de masas en los distintos frentes. Especialmente se destacaban la Agrupación de Mujeres Socialistas, AMS, revolucionarias por la liberación femenina, las Brigadas Universitarias y las Milicias Socialistas, de implacable labor en la lucha contra el fascismo criollo.

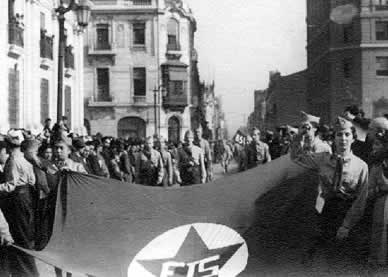
Marcha de la Federación Juvenil Socialista (FJS) durante los años 1930.

Con jóvenes provenientes particularmente de estas dos últimas, el PS logra estructurar la Federación Juvenil Socialista, FJS, cuyo símbolo (un puño cerrado en el corazón de una estrella roja) reflejaba el espíritu revolucionario de una juventud que haría frente sin vacilaciones a los enemigos del pueblo. Los jóvenes socialistas se distinguieron por su combatividad y fueron los primeros en enfrentarse en la calle contra las tropas del nacismo nacional, logrando detener su avance. En esta lucha deja su vida Manuel Bastias en Concepción y el joven escritor Héctor Barreto, primeros mártires del socialismo chileno.
A poco andar, los jóvenes socialistas sobresalen por su capacidad política y sus imponderables aportes al desarrollo del PS. Son los jóvenes socialistas los que levantan el perfil revolucionario de movimiento popular durante el gobierno pluriclasista de Pedro Aguirre Cerda (Frente Popular, 1938). Constantemente los jóvenes están imprimiendo su sello revolucionario y combativo en la línea del PS, es así como tras el XI Congreso General Ordinario del partido, los jóvenes socialistas consolidan su latinoamericanismo integrándose a la Unión de Juventudes Revolucionarias de América Latina. Posteriormente, será uno de sus más connotados dirigentes, el joven Raúl Ampuero, quien se hará cargo de la Secretaría General del PS, destacándose por su dirección clasista y revolucionaria. También en aquella época ya había comenzado a asumir responsabilidades de relevancia nacional el ex-miliciano socialista, miembro de la juventud Salvador Allende Gossens.
Para este periodo, la JS ha consolidado ya su inserción en las universidades, poblaciones y sindicatos, distinguiéndose en todo lugar por su rupturismo con las estructuras burguesas de dominación y luchando por reivindicaciones que integren a la juventud en una sociedad que insiste en marginarla; el derecho a la educación para todos, el, pasaje escolar, el fuero estudiantil, las mejoras laborales, se convierten todas en consignas que rápidamente el sistema el sistema debe satisfacer bajo la presión ejercida por la movilización juvenil.

Salvador Allende (PS) y Pablo Neruda (PCCh) en una actividad con el comunal FJS de Puerto Natales durante la campaña presidencial de 1970.

A comienzos de la década de los 60, los jóvenes socialistas son los primeros en rescatar para Chile las enseñanzas de la reciente Revolución Cubana, primera en América Latina. Los Jóvenes Socialistas, motivados por su rebeldía antiimperialista, destacan la necesidad del levantamiento insurreccional en contra de los enemigos fundamentales: El imperialismo y la burguesía nacional. Son los primeros en sublevarse y salir a las calles a manifestar que el camino cubano debía servirnos de guía. La JS por supuesto, se articula para la conformación de la Unidad Popular, la cual llevaría al socialista Salvador Allende a la presidencia de Chile en 1970.

### Unidad Popular
En los 70, luego de un agitado periodo de lucha de clases de la década pasada, la vanguardia popular cuenta ya con un sólido Movimiento Juvenil, que es el que le imprime su mayor carácter combativo y en donde la JS cumple un importante rol conductor. Además, la JS logra conformar brigadas en varias universidades, donde en ese entonces es recordada una joven Michelle Bachelet que se acercaba a la Juventud Socialista influenciada por el dirigente universitario Ennio Vivaldi, y por un joven diputado y secretario general de la JS Carlos Lorca, los cuales ambos eran dirigentes de la Universidad de Chile.
En 1971, la XX Conferencia Nacional de la JS aprueba un programa y una estructura orgánica que consolidarán su incuestionable perfil revolucionario, marxista y leninista. Bajo su dirección la JS preside la Unidad Popular juvenil y mantiene la unidad del Movimiento Popular desde el ámbito juvenil. Este hecho se distancia de lo que se impulsaba en la estructura del "PS Adulto", el cual se alejaba del marxismo-leninismo que representaban dirigentes como Carlos Altamirano, y se acercaba al marxismo humanista impulsado por dirigentes como el exsenador, académico y rector de la Universidad de Chile Eugenio González Rojas en su obra «Fundamentación teórica del programa del Partido Socialista» de 1947, o por el presidente Allende en el recordado discurso «La vía chilena al socialismo» de 1971.

### Dictadura y clandestinidad

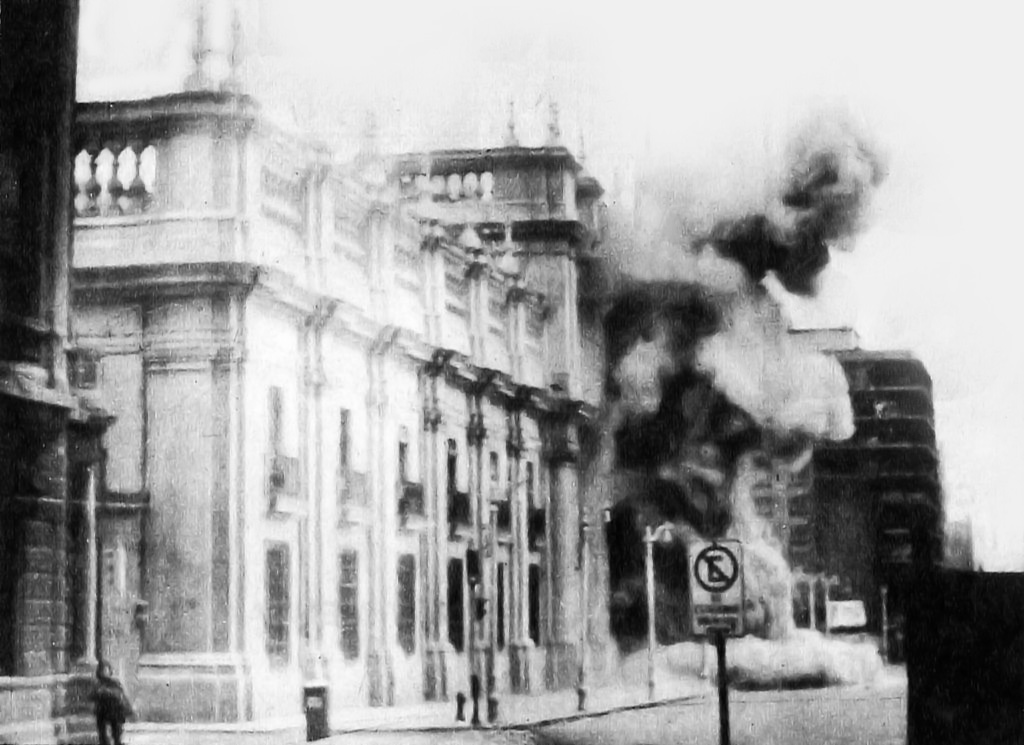
Golpe de Estado del 11 de septiembre de 1973 en Chile. Bombardeo del Palacio de La Moneda.

Tras el Golpe de Estado en Chile de 1973, numerosos jóvenes socialistas salen a resistir y se enfrentan heroicamente contra las fuerzas golpistas. Posteriormente la JS ofrece sus mejores cuadros para la reconstrucción del PS, pasando a integrar la dirección del PS luego del asesinato, exilio, detención o desaparición de muchos de sus miembros, tales como Ricardo Lagos Salinas, Exequiel Ponce, Carolina Wiff, Michelle Peña y Carlos Lorca. En 1975 los nombres de aquellos compañeros, se sumarán a la nómina de detenidos y desaparecidos por la dictadura.
La Juventud Socialista sacrificó su estructura orgánica ante la necesidad de recomponer el histórico Partido Socialista, no obstante, ya en 1978 logra articularse una dirección de la JS que tendría como misión recobrar su dimensión orgánica. En esta etapa, los embates de la dictadura se suceden continuamente para evitar la reorganización de los jóvenes socialistas, en esta lucha caen, entre otros, Daniel Medel, Flavio en Nicaragua; sin embargo tras un arduo, histórico esfuerzo, la JS inaugura a fines de 1984 una nueva etapa de su desarrollo: La XXI Conferencia Nacional que concluye con la definición de una orgánica propia, eligiendo un Comité Central, una Comisión Política y reeligiendo a Carlos Lorca como secretario general, pero de forma simbólica, ya que mientras no se conociera su paradero se facultaba a un secretario general subrogante para su reemplazo. En esta encrucijada aparece un joven socialista Bernardo Echeverría Vial (hermano del exministro de derecha Fernando Echeverría), quien fue el jefe de la Comisión Nacional Juvenil del PS y que tras el golpe de Estado permaneció en la clandestinidad. Tras la desaparición de Carlos Lorca en 1975, Bernardo heredó la Secretaría General interina y fue quien lo rearticuló.

### Fin de la dictadura y transición a la democracia

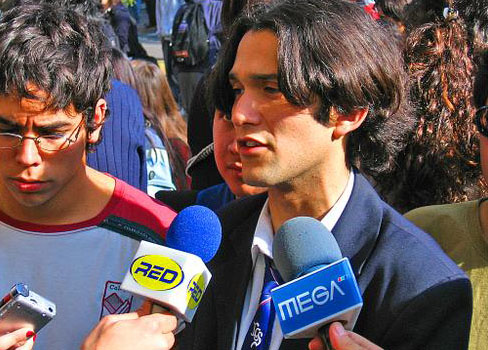
César Valenzuela, uno de los principales voceros de la Asamblea Coordinadora de Estudiantes Secundarios durante la Revolución Pingüina de 2006.

Logotipo antiguo de la JS.

Una vez terminada la dictadura a través del Plebiscito nacional de Chile de 1988, la JS pasa a ser un organismo autónomo del Partido Socialista de Chile, en un nuevo escenario político diametralmente diferente del pasado revolucionario de los años en que estuvo en el gobierno la Unidad Popular. En ese contexto, la participación en democracia en los distintos movimientos sociales que se han ido desarrollando ha sido fundamental para avanzar en profundos cambios al legado pinochetista, estando detrás de demandas en áreas como la educacional, sindical, diversidad sexual, medioambiental, de género, regionalismo, indígena, constitucional, entre otras. Tuvo un rol protagónico durante los años 90, como la rearticulación a nivel nacional de comunales, brigadas estudiantes, así como comandos para las campañas de los gobiernos de Transición. Algunos militantes conocidos de la época fueron Álvaro Elizalde, presidente de la FECH en 1993 y presidente de la JS el año 1996, y Freddy Ponce presidente interino de la FECH en 1994 quien a pesar de no lograr el quorum mínimo, le ganó la elección al entonces socialista Marco Enríquez-Ominami.
Cabe destacar la importancia de la JS durante las campañas presidenciales de Michelle Bachelet para el primer mandato y segundo gobierno, quienes siempre se han caracterizado por estar en terreno enérgicamente. Adicionalmente, Chile tuvo la conocida Revolución Pingüina de 2006, las cuales fueron manifestaciones protagonizadas por estudiantes secundarios de Chile a favor del derecho a la educación, en respuesta a la privatización del sistema de educación chileno impuesta por la dictadura. Los principales dirigentes JS de esas movilizaciones fueron los voceros César Valenzuela y Karina Delfino, quienes presidieron la Juventud Socialista posteriormente en los años 2010 y 2013 respectivamente.

### Estallido social y Nueva Constitución
- Wikisource contiene obras originales de Acuerdo por la paz social y la nueva constitución.

Chile vive un estallido social el año 2019, donde no solamente la JS, sino también el partido comienza una serie de acciones para replantear su posición en la historia de los últimos 30 años de gobiernos post dictadura. Esta situación provoca que para febrero de 2020, más de 1.890 personas renunciaran al PS. Toda esta ola de protestas a nivel nacional arrastradas desde octubre de 2019 dan paso al Acuerdo por la Paz Social y la Nueva Constitución del 15 de noviembre de 2019, el cual abriría un Plebiscito nacional para redactar una Nueva Constitución, en donde las y los nuevos redactores de este cuerpo constitucional serían elegidos por voto popular. Este proceso posicionó a destacados militantes JS a nivel nacional, como Pedro Muñoz, César Valenzuela, Tomás Laibe, Matías Orellana y Maximiliano Hurtado. Todos ellos son parte del Colectivo Socialista, el cual es un bloque formado por convencionales constituyentes conformados por militantes y simpatizantes del PS. La JS, desde su rol de base militante, se comprometió a defender el proceso constituyente.

## Organización Interna
La orgánica de la Juventud Socialista se sostiene en una estructura centralista y democrática, compuesta por núcleos, comunales, regionales y nacional, apostando por una discusión de base y local. El organismo máximo resolutivo en cuanto a lo orgánico y político es el Congreso General Ordinario de la Juventud, el cual se debe realizar cada 3 años. Está compuesto, respectivamente, por las y los delegados a propuesta de la Comisión Organizadora Nacional (CON), previa ratificación del Comité Central, miembros del Comité Central, miembros de la Mesa Directiva Nacional, Presidentes Regionales, representantes populares menores de 30 años, los integrantes de la Comisión Organizadora Nacional del Congreso, Tribunal Supremo y dirigentes sociales de la Juventud Socialista.
El órgano político superior de la Juventud entre Congreso y Congreso es el Comité Central, compuesto por 66 miembros, 11 elegidos mediante votación nacional (Comités Centrales Nacionales), 30 electos mediante la votación regional (Comités Centrales Regionales), 16 Presidentes Regionales y los representantes electos de la Mesa Nacional. La instancia política de deliberación de las propuestas, inquietudes y actividades de la Juventud Socialista es la Comisión Política. Es el órgano superior de la JS entre reuniones del Comité Central y ejerce por delegación en dicho período las facultades de éste. 
Finalmente, esta la Mesa Directiva Nacional, quien es la encargada de ejecutar las políticas elaboradas por los órganos e instancias anteriores, teniendo como asistentes en esa labor las Secretarias Nacionales abocadas a temáticas específicas como Diversidad, Inclusión, DDHH, Cultura y Memoria, Medio-Ambiente, Asuntos Electorales, Formación Política, Desarrollo Regional y Local, Economía, Salud, Estudio y Programa, Asuntos Laborales, Indígena, Migración, Internacional; y las Direcciones Nacionales de Educación Superior y de Secundarios; así como la Comisión Nacional de Comunicaciones.
Tienen derecho a voto las y los militantes que se encuentren inscritos en el Registro Nacional de Militantes del Partido y que sean mayores de 14 años y tengan menos de 29 años con 11 meses y 29 días. Además, para los cargos colegiados de la Juventud se aplican mecanismos de acción positiva para género. De esta forma, existe un mínimo de 40% de cada género sobre el número total de miembros de cada instancia.
La organización auxiliar y dependiente de la orgánica de la Juventud Socialista es su organización estudiantil: Dirección Nacional de Educación Superior (DNESup) y Dirección Nacional Secundaria (DNS). Estos cuentan con su Director Nacional que dura 1 a 2 años, y sus Subdirecciones Temáticas disolubles con el término del mandato de los directores nacionales. La DNESup se organiza con Direcciones Regionales de Educación Superior (DRESup) una vez constituidas al menos 3 Brigadas por región o zona en caso de la agrupación necesaria de regiones; Este órgano estudiantil funciona por Brigadas Universitarias Socialistas y Brigadas de Educación Superior (BUS & BES) que son la instancia base de organización de los estudiantes, es decir, el espacio de organización y representación de la militancia a nivel de educación superior. La DNS se organiza con Direcciones Regionales de Educación Secundaria (DRES) una vez constituidas al menos 3 Núcleso de Educación Secundaria por región o zona en caso de la agrupación necesaria de regiones; Este órgano estudiantil funciona por Núcleos de Educación Secundaria que corresponden al espacio de organización y representación de la militancia a nivel secundario.

## Secretarios Generales Históricos[11][12]
- Carlos Colella Toro (1935)

- Guillermo González (1935)

- Walter Blanco (1935-1936)

- Raúl Ampuero Díaz (1937-1939)

- Alberto Krug (1939)

- Orlando Millas (1939-1940)

- Raúl Vásquez (1941)

- Homero Lopez (1941-1942)

- Humberto Elgueta (1942-1944)

- Aniceto Rodríguez (1944-1946)

- Eduardo Osorio Pardo (1946-1948)

- Juan Reyes Reyes (1955-1957)

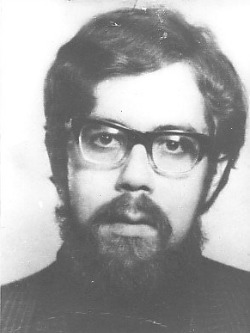
Carlos Lorca fue el primer secretario general de la Juventud Socialista de Chile, detenido y desaparecido en 1975.

- Gustavo Horvitz Vásquez (1958-1959)

- Jaime Ahumada Pacheco (1960-1962)

- Sergio Barría Pérez (1963-1964)

- Hernán del Canto (1964)

- Ernesto Tapia (1964-1965)

- Raúl Rodríguez Belmar (1965-1968)

- Juan Gutiérrez Soto (1968-1970)

- Gustavo Ruz (1970-1971)

- Carlos Lorca (1971-1975)

## Presidentes anteriores
- Jaime Fuentealba (1990-1992)[13]
- Mauricio Bugueño (1992-1994)
- Vicente García (1994-1996)
- Álvaro Elizalde (1996-1998)
- Genaro Cuadros (1998-2000)
- Gonzalo Urrutia (2000-2001)
- Alex Reyes (2001-2003)
- Jaime Romero (2003-2005)
- Juan-Pablo Pallamar (2005-2007)
- Daniel Melo (2007-2010)
- César Valenzuela (2010-2013)
- Karina Delfino (2013-2016)
- Francisco Melo (2016-2017)
- Nicole Cardoch (2017-2018)
- Juan Santana (2019-2023)
- Allan Álvarez (2023-2024)
- Francisco Saba (2024-presente)

## Dirección Nacional
En la actualidad, su Dirección Nacional está compuesta por:
- Presidente: Francisco Saba
- Secretario General: Ignacio Figueroa
- Vicepresidenta de la Mujer: Gabriela Carrera
- Vicepresidentes/as: Ricardo Lillo, Ayelén Chanampa, Simón Gonzalez, Valentina Jara, Gonzalo Sánchez, Sofia Muñoz, Sebastián Neira, Francisca Michael.

## Himno
Privilegio encontrarnos hermanos
Construyendo un mañana mejor
Vida y sangre del proletariado
Desterrando por siempre el dolor
Compañeros del frío y del hambre
Nuestra lucha la historia sabrá
Camaradas todos alzaremos

Las banderas de la libertad
(Estribillo)

Juventud Socialista de Chile
Toma el arma de la verdad
Y dispara contra quien pretenda
Pisotear al pueblo su dignidad
Nuestros puños en alto al combate
Golpearán con fervor al luchar

Con las manos morenas y limpias
Por los pobres, los obreros, por el pan

Socialista Patria Americana
Derrotemos a la explotación
Con banderas rojas de lucha

Triunfará nuestra revolución
Juventud Socialista de Chile